# کردجین
کردجین، روستایی در منطقه خرقان است از توابع بخش مرکزی شهرستان آوج در استان قزوین ایران است. مردمانش مانند تمام مردم آوج به زبان ترکی آذربایجانی سخن میگویند

## جمعیت
این روستا در دهستان حصار ولیعصر قرار دارد و براساس سرشماری مرکز آمار ایران در سال ۱۳۸۵، جمعیت آن ۱۴۴ نفر (۲۸خانوار) بوده‌است.